# Franz Kotteder
Franz Kotteder (* 1963 in München) ist ein deutscher Journalist und Autor.

## Leben
Kotteder war Abiturient des Karlsgymnasiums München-Pasing (Abiturjahrgang 1985). Er ist seit 1991 Redakteur bei der Süddeutschen Zeitung und seit 1996 leitender Redakteur (Schwerpunkte: Kultur und Reportagen). Kotteder hat auch Sachbücher zu unterschiedlichen Themen und Reiseführer veröffentlicht.
Franz Kotteder lebt in München.

## Publikationen (Auswahl)
- Yves Buchheim unter Mitarbeit von Franz Kotteder: Buchheim. Künstler, Sammler, Despot: Das Leben meines Vaters. Wilhelm Heyne, München 2018, ISBN 978-3-453-20197-2.
- Der große Ausverkauf: Wie die Ideologie des freien Handels unsere Demokratie gefährdet. Das TTIP-Komplott. Ludwig Verlag, München 2015, ISBN 978-3-453-28064-9.
- Florenz. Eine Stadt in Biographien. Travel House Media, München 2014, ISBN 978-3-8342-1637-3.
- mit Hans Well: 35 Jahre Biermösl Blosn. Verlag Antje Kunstmann, München 2013, ISBN 978-3-88897-823-4.
- Billig kommt uns teuer zu stehen: das skrupellose Geschäft der Globalisierten Wirtschaft. Ludwig Verlag, München 2013, ISBN 978-3-453-20041-8.
- Spaziergänge in München. Travel House Media, München 2013, ISBN 978-3-8342-1523-9.
- Kulturverführer München. Hans Metz Verlag, Hamburg 2012, ISBN 978-3-937742-43-4.
- Die wissen alles über Sie: Wie Staat und Wirtschaft Ihre Daten ausspionieren – und wie Sie sich davor schützen. Redline-Verlag, München 2011, ISBN 978-3-86881-293-0.
- mit Amadeus Danesitz: München für Münchner 2010. MairDumont, Ostfildern 2009, ISBN 978-3-8297-0984-2.
- Die Billig-Lüge: die Tricks und Machenschaften der Discounter. Knaur-Taschenbuch-Verlag, München 2007, ISBN 978-3-426-77925-5.
- mit Eberhard Wolf: Der Krieg ist aus. Erinnern in München nach 1945. Süddeutsche Zeitung / Bibliothek, München 2005, ISBN 978-3-937793-58-0.
- mit Thomas Grasberger: Mobilfunk: Ein Freilandversuch am Menschen. Verlag Antje Kunstmann, München 2003, ISBN 978-3-88897-329-1.
- mit Martin Bauer: Das Who is Who der internationalen Großkonzerne. Heyne, München 2000, ISBN 978-3-453-17254-8.
- mit Clarissa Ruge: Medienmoguln, Meinungsmacher, Marktbeherrscher. Heyne, München 1997, ISBN 978-3-453-12311-3.
- Georg Ringsgwandl: Rock vom Doc. Christoph Links Verlag, Berlin 1996, ISBN 3-86153-105-4.

## Auszeichnungen
- 2006: Journalistenpreis des Deutschen Mittelstandes[5]